# Enneapterygius pallidoserialis
Enneapterygius pallidoserialis är en fiskart som beskrevs av Fricke, 1997. Enneapterygius pallidoserialis ingår i släktet Enneapterygius och familjen Tripterygiidae. Inga underarter finns listade i Catalogue of Life.